# Сицилийский клан (фильм)
«Сицилийский клан» (фр. Le Clan des Siciliens) — криминальная драма Анри Вернёя по одноимённому роману Огюста Ле Бретона. Главные роли в фильме сыграли звёзды французского кино — Жан Габен, Ален Делон и Лино Вентура.

## Сюжет
Налётчик Роже Сарте (Ален Делон), которому за убийство двух полицейских грозит смертная казнь, во время перевозки из Дворца правосудия в тюрьму бежит из тюремного автофургона. Побег организован кланом Маналезе — обосновавшимися во Франции сицилийцами. Начальник бригады по борьбе с бандитизмом комиссар Ален Ле Гофф (Лино Вентура) приступает к розыску преступника.
Желая уехать из Франции и понимая, что для этого необходима крупная сумма денег, Сарте предлагает главе клана, старому Витторио Маналезе (Жан Габен) ограбить выставку ювелирных драгоценностей. Клану и Сарте при помощи американских мафиози удаётся захватить самолёт, перевозящий драгоценности, посадить его на автостраду под Нью-Йорком, захватить драгоценности и скрыться.
Однако клану становится известно, что во время подготовки к ограблению Сарте имел связь с Жанной, женой старшего сына Маналезе. Желая отомстить за честь семьи, Витторио Маналезе готовит Сарте ловушку. Во время «разборки» Витторио убивает и Жанну, и Сарте. Вернувшись домой, Витторио застает там комиссара Ле Гоффа, пришедшего арестовать его за ограбление самолёта.

## В ролях
- Ален Делон — Роже Сарте
- Жан Габен — Витторио Маналезе
- Лино Вентура — комиссар Ален Ле Гофф
- Ирина Демик — Жанна Маналезе
- Сидни Эрл Чаплин — Жак (пилот в банде)
- Амедео Наццари — Тони Никосия

## Интересные факты
Фильм снят как вполне серьёзный боевик. Однако невероятные приключения, показанные в этом фильме, натолкнули других режиссёров на мысль о пародии.
Советский режиссёр Э. Рязанов в своем фильме «Невероятные приключения итальянцев в России» спародировал эпизод из «Сицилийского клана» с посадкой пассажирского самолета на шоссе.
Второй раз тот же эпизод был обыгран в фильме «Ширли-мырли», где русская мафия, для того чтобы украсть алмаз, организовала посадку пассажирского лайнера на шоссе. Также пародия на актёров и фантастичные сюжетные ходы в этом фильме усматривается в советском мультфильме «Ограбление по…».
Способ, которым Сарте бежит из тюремного фургона, при всей его «киношности» и невероятности — не выдумка автора. Именно так в конце 1940-х годов бежал известный гангстер Рене Жирье по кличке Трость (см. R. Borniche. René la Canne". Рaris, 1977); в книге Огюст Ле Бретон прямо пишет, что Сарте вдохновлялся примером Жирье. Правда, в отличие от Сарте, Жирье просто выломал доску в днище фургона.
Сегодня может показаться неправдоподобной лёгкость, с которой грабители проносят оружие на борт самолёта и проникают в кабину пилотов. Однако, это можно объяснить тем, что действие происходит во второй половине 1960-х годов, когда ещё не началась массовая волна воздушного терроризма.
По роману Сарте около пятидесяти лет. Поскольку в фильме его роль исполняет 33-летний Делон, авторам сценария пришлось несколько «подправить» биографию персонажа, в частности, Моник из дочери Сарте (по роману) превратилась в фильме в его сестру.
Комиссар Ле Гофф является также героем романа Огюста Ле Бретона «Бригада по борьбе с бандитизмом», по которому был тоже снят одноимённый фильм, где его роль исполняет Робер Оссейн.
Ни для Алена Делона, ни для Жана Габена, ни для Лино Вентуры этот фильм не был их первой совместной работой. До этого они уже снимались в одних и тех же фильмах, но только не все трое сразу, а попарно.
Так, для Алена Делона и Жана Габена этот фильм стал второй совместной работой, после фильма «Мелодия из подвала» (1963), а ещё они снялись в фильме «Двое в городе» (1973).
Для Алена Делона и Лино Вентуры — четвёртой, после фильмов:
- «Дорога школяров» (1959),
- «Дьявол и десять заповедей» (1961) и
- «Искатели приключений» (1966).

Для Жана Габена и Лино Вентуры — третьей, после фильмов:
- «Не тронь добычу» (1954) и
- «Облава на торговцев наркотиками» (1955)